# The Salvation Hunters
The Salvation Hunters (1925, trad. lett: I cacciatori di salvezza) è il primo film di Josef von Sternberg scritto, montato, diretto e prodotto dal regista austriaco emigrato negli USA. Il film, esempio illustre di cinema completamente indipendente, venne girato a bassissimo costo con la regia di Sternberg  - che all'epoca era un perfetto sconosciuto - e incontrò l'ammirazione di Charles Chaplin. Il film venne distribuito dalla United Artists, la casa di produzione fondata da Chaplin, Mary Pickford, Douglas Fairbanks e David W. Griffith.

## Trama
In un porto, desolato panorama urbano, squallido e disperato, vagano i tre Figli del Fango: una Ragazza, bella e troppo sola, un Bambino orfano e un Ragazzo, apatico e senza illusioni. Quando la Ragazza viene molestata dal Bruto che picchia anche il Bambino, la reazione del Ragazzo è senza nerbo. I tre decidono allora di andare in città alla ricerca di una vita più felice. Ma anche la città è un luogo senza speranza: soli, affamati, senza un lavoro i tre accettano l'invito di un Uomo che li porta nei bassifondi, nella sua squallida casa. Costui promette al Ragazzo di trovargli un lavoro, ma in effetti la sua intenzione è quella di avviare la Ragazza alla prostituzione al posto della Donna, la sua vecchia compagna, diventata ormai troppo vecchia per fare ancora il mestiere. Disperata, la ragazza una sera si avventura nelle strade della città per trovare un cliente e porta con sé un Signore incontrato nella via. Questi, però, a vedere la miseria in cui vive insieme agli altri suoi compagni, fugge via, rifiutandosi di restare benché l'Uomo cerchi di trattenerlo con rabbia.
L'Uomo porta i tre in una gita in campagna, dove cerca di sedurre la Ragazza. Finalmente, il Ragazzo reagisce all'apatia: affronta l'Uomo e vince la sua battaglia. I tre, liberati da quell'atmosfera morbosa e apatica che li avvolgeva, si avviano verso il futuro, non più Figli del Fango, ma Figli della Luce.